# 越里笃
越里笃为辽金时期五国部之一。文献中越里笃也有伊坍图、玩突的寫法，也称瓦里霍吞。
元代時為脫斡憐女真軍民萬戶府。越里笃古城遗址位于今黑龙江省桦川县东北梧桐河与松花江两江相汇之处的对岸，古城成不规则形，城的周长3400米。

## 歷史
越里笃之名起源於辽代，到了金代时继续延用。
元朝时代，越里笃曾设置脱斡岭军民万户府。脱斡岭是满语Toweri的音译，為贩卖、冬之意。
明朝时，在越里笃设立阿陵站，阿陵为Alin，即山之意。
清代屠寄所著《黑龙江舆图说》中有:“……置越里笃于宛里城，俗称瓦里和屯……”这里的宛里城、瓦里和屯到了后来又称万里和通，即“废弃的城”之意.。

## 含義
在清代《满洲源流考》中以音近法，認為其為滿語伊坍图，解释為明显的，公開的。
但学者刘文生等人根據詞根及比對遺跡周圍環境，認為其為滿文yerutu，即洞穴之意

## 遺址
古城遗址位于桦川县城东20公里的松花江南岸。辽代称宛里城，元代为脱斡怜军民万户府，明代为万里河卫城，清代为松花江下游赫哲族所居宛里和屯。 
该城依土岗地势走向筑成，平面呈不规则形，掘土起墙，夯土版筑，周长3.5公里，占地面积80万平方米。城东、西、南3面各设翁城，均居城墙中间。城内西偏北为圆形土台，俗称“金兀术点将台”。现存城墙平均高度为6米，东南最高处达10米，东南二翁城和大部分城垣保存完好。